# Polská národní banka
Polská národní banka (polsky Narodowy Bank Polski, zkracováno NBP) je centrální banka Polské republiky. Její ředitelství sídlí ve Varšavě a banka má pobočky ve všech velkých polských městech. Banka vydává polskou měnu zlotý a reprezentuje Polsko v Evropském systému centrálních bank.

## Prezident NBP
Dne 10. června 2016 byl zvolen prezidentem NBP Adam Glapiński, který se ujal úřadu po složení slibu v polském Sejmu až dne 21. června 2016. V úřadu tak vystřídal Marka Belku, kterému již vypršel šestiletý mandát pro výkon dané funkce. Ten byl zvolen dne 10. června 2010 dolní komorou polského parlamentu, a to poměrem 253 hlasů pro ku 184 proti. Předtím byla funkce neobsazena od 10. dubna, kdy u Smolenska zahynul předchozí ředitel Sławomir Skrzypek.